# 三方郡 (兵庫県)
もしかして
- 美方郡

ではありませんか？